# Municipio de Warren (condado de Huntington)
El municipio de Warren (en inglés: Warren Township) es un municipio ubicado en el condado de Huntington en el estado estadounidense de Indiana. En el año 2010 tenía una población de 672 habitantes y una densidad poblacional de 10,63 personas por km².

## Geografía
Según la Oficina del Censo de los Estados Unidos, tiene una superficie total de 63.2 km², de la cual 62,99 km² corresponden a tierra firme y (0,33 %) 0,21 km² es agua.

## Demografía
Según el censo de 2010, había 672 personas residiendo. La densidad de población era de 10,63 hab./km². De los 672 habitantes, estaba compuesto por el 98,36 % blancos, el 0,15 % eran afroamericanos, el 0,45 % eran amerindios, el 0,15 % eran asiáticos y el 0,89 % eran de una mezcla de razas. Del total de la población el 0 % eran hispanos o latinos de cualquier raza.